# Résidence de la famille Mozart
Pour les articles homonymes, voir Mozart (homonymie).
La résidence de Mozart ou résidence de la famille Mozart (Mozart Wohnhaus, en allemand, ou tanzmeisterhaus, maison du maître de danse, en allemand) est une maison-musée ou vécu Wolfgang Amadeus Mozart (1756-1791) et sa famille de 1773 à 1780, dans le centre historique de Salzbourg en Autriche. Proche de la maison natale de Mozart, cette demeure reconstituée d'origine par la Fondation internationale Mozart est transformée en musée dédié au compositeur depuis 1996,.

## Histoire
Wolfgang Amadeus Mozart naît le 27 janvier 1756 dans un appartement du 3e étage de la maison natale de Mozart, du 9 Getreidegasse de Salzbourg. La famille de Mozart vécut en tout 26 ans dans cette maison, avant de déménager en 1773 dans cet appartement plus grand de 8 pièces, du 1er étage du 8 place Hannibalplatz (actuelle Makartplatz (de)).

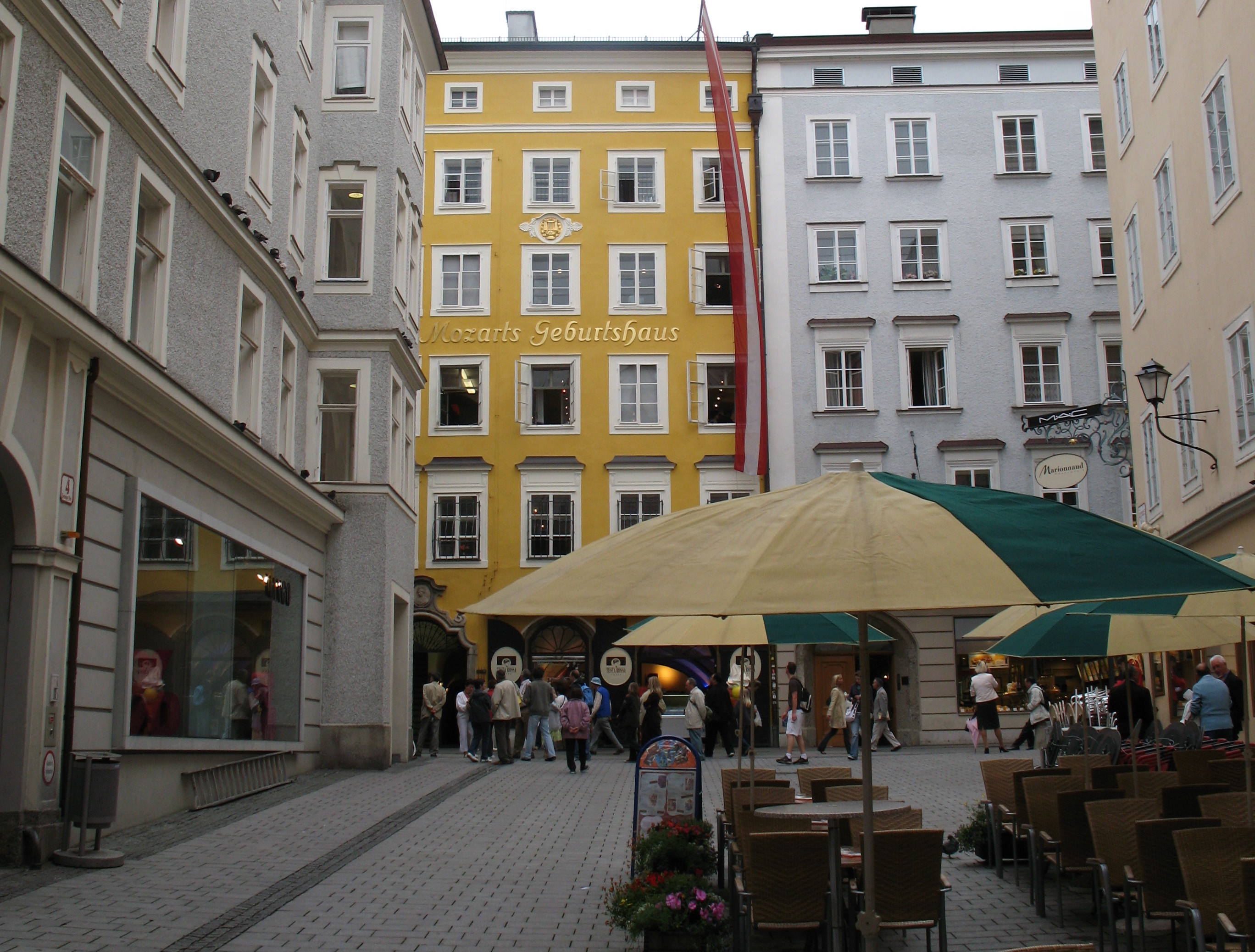
Maison natale de Mozart de la Getreidegasse.
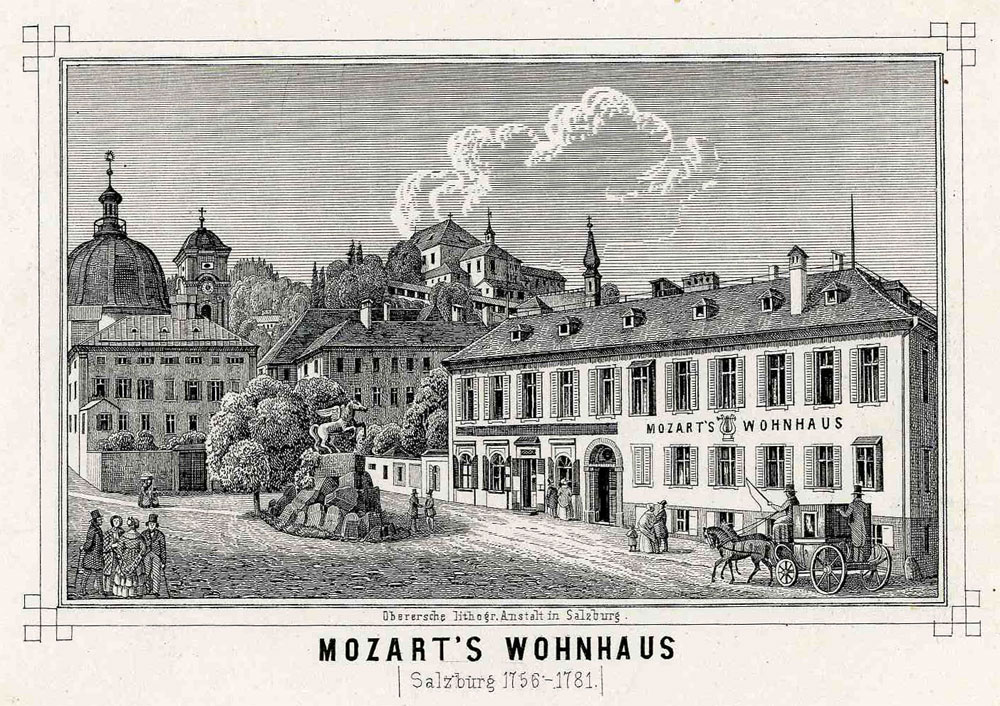
En 1860.
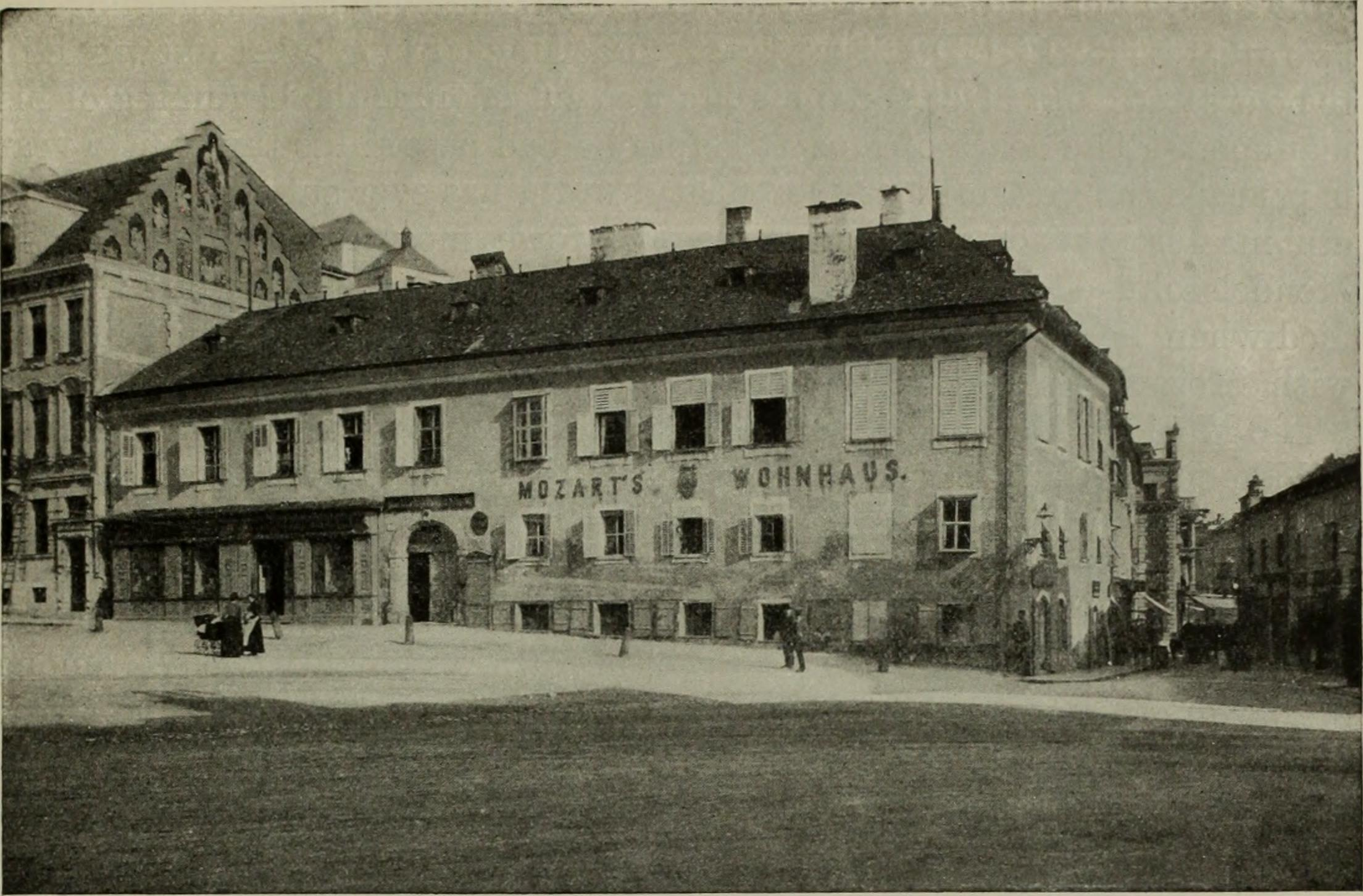
En 1918.

Wolfgang Amadeus y vécut avec sa famille jusqu'en 1780 (de 17 à 24 ans) et son père Leopold Mozart y vécut jusqu'à sa disparition en 1787.

## Musée Mozart
La maison d'origine est en grande partie détruite par des bombardements pendant la Seconde Guerre mondiale. Le bâtiment reconstruit à la place est acquis par la Fondation internationale Mozart pour la démolir dans les années 1990, et reconstruire la résidence  de la famille de Mozart d'origine, inaugurée en musée en 1996.

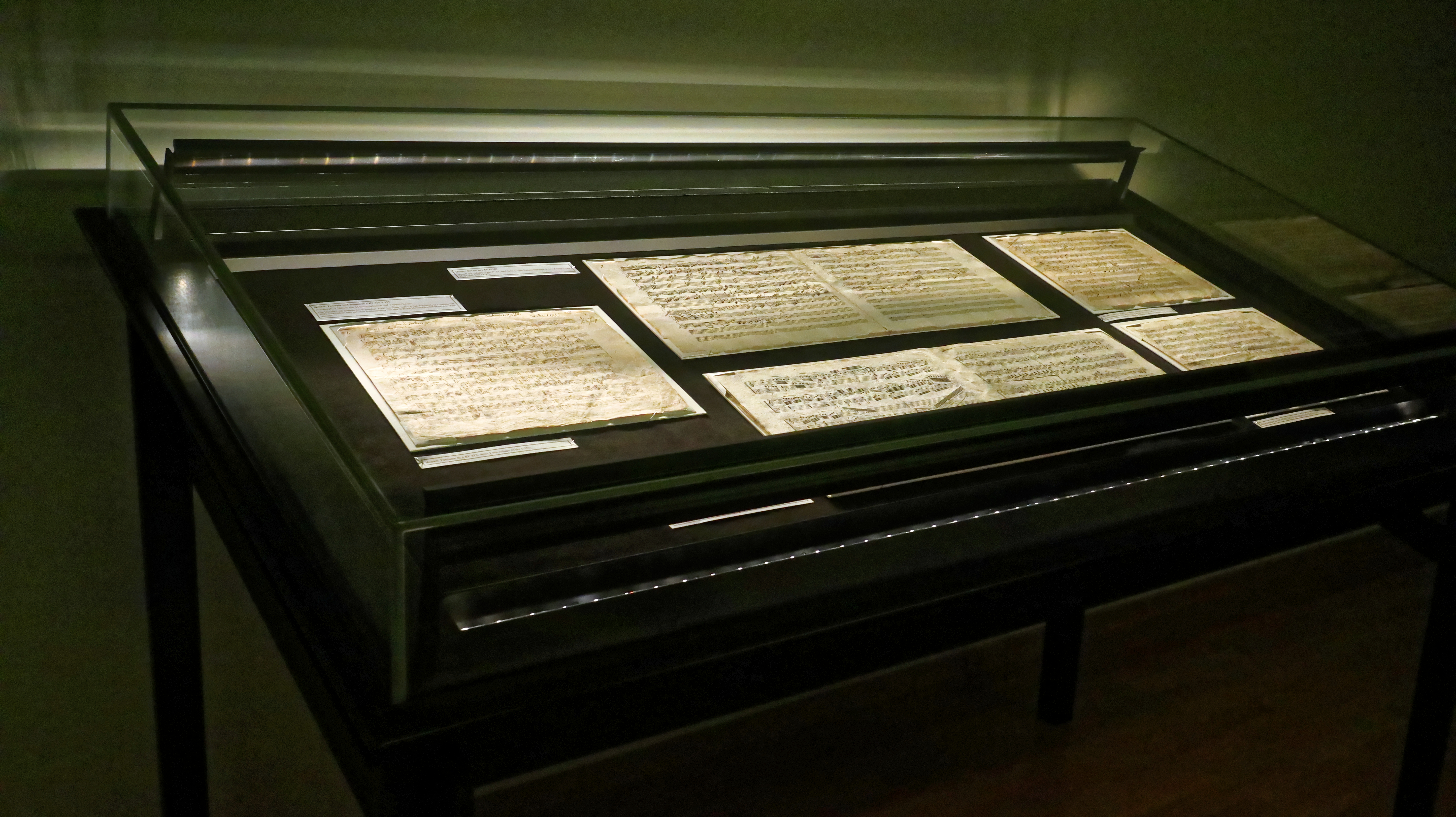

Le musée expose une collection d'instruments de musique et des documents liés aux années 1773 à 1780 du séjour de Wolfgang Amadeus Mozart et de sa famille...

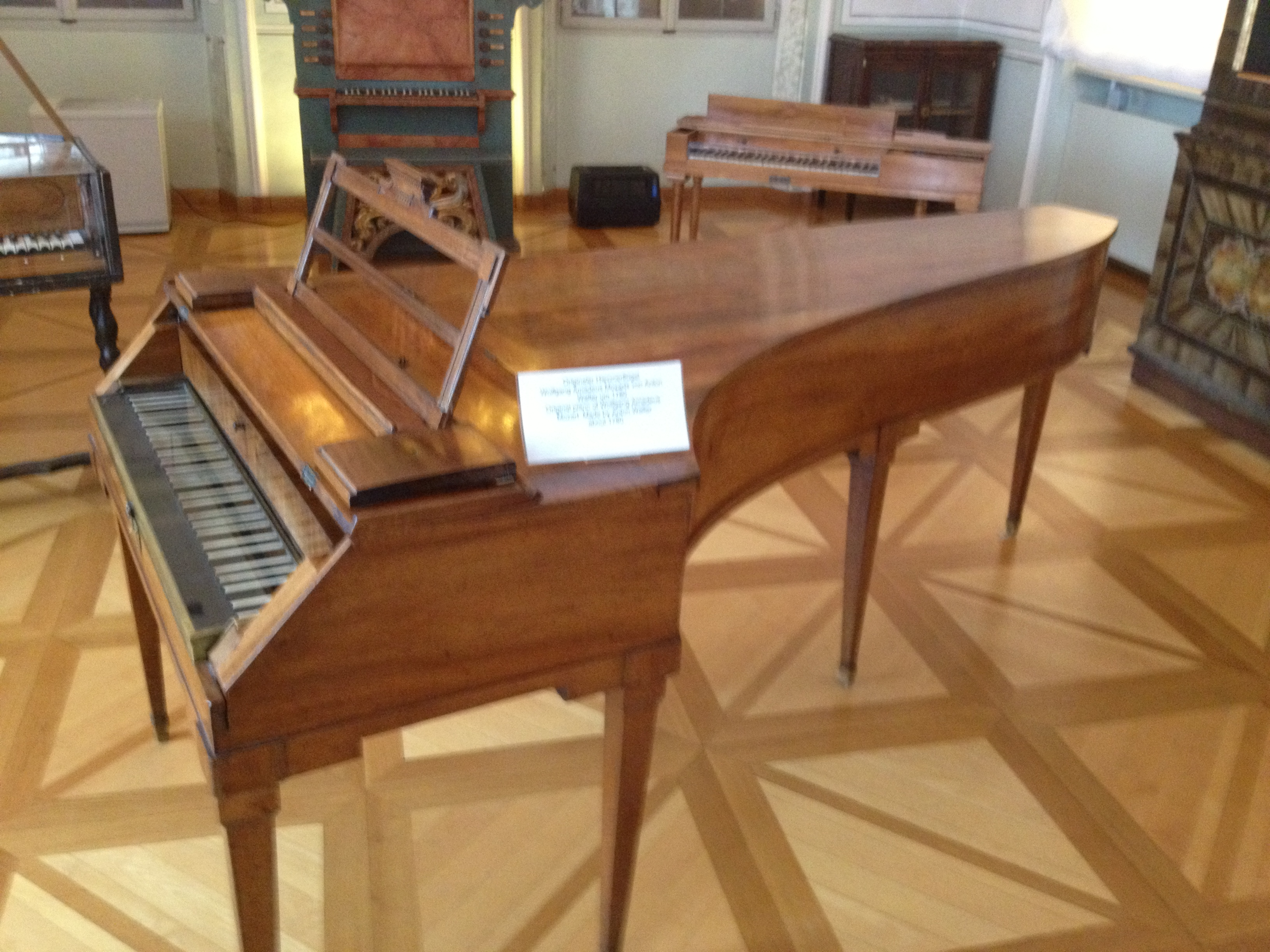
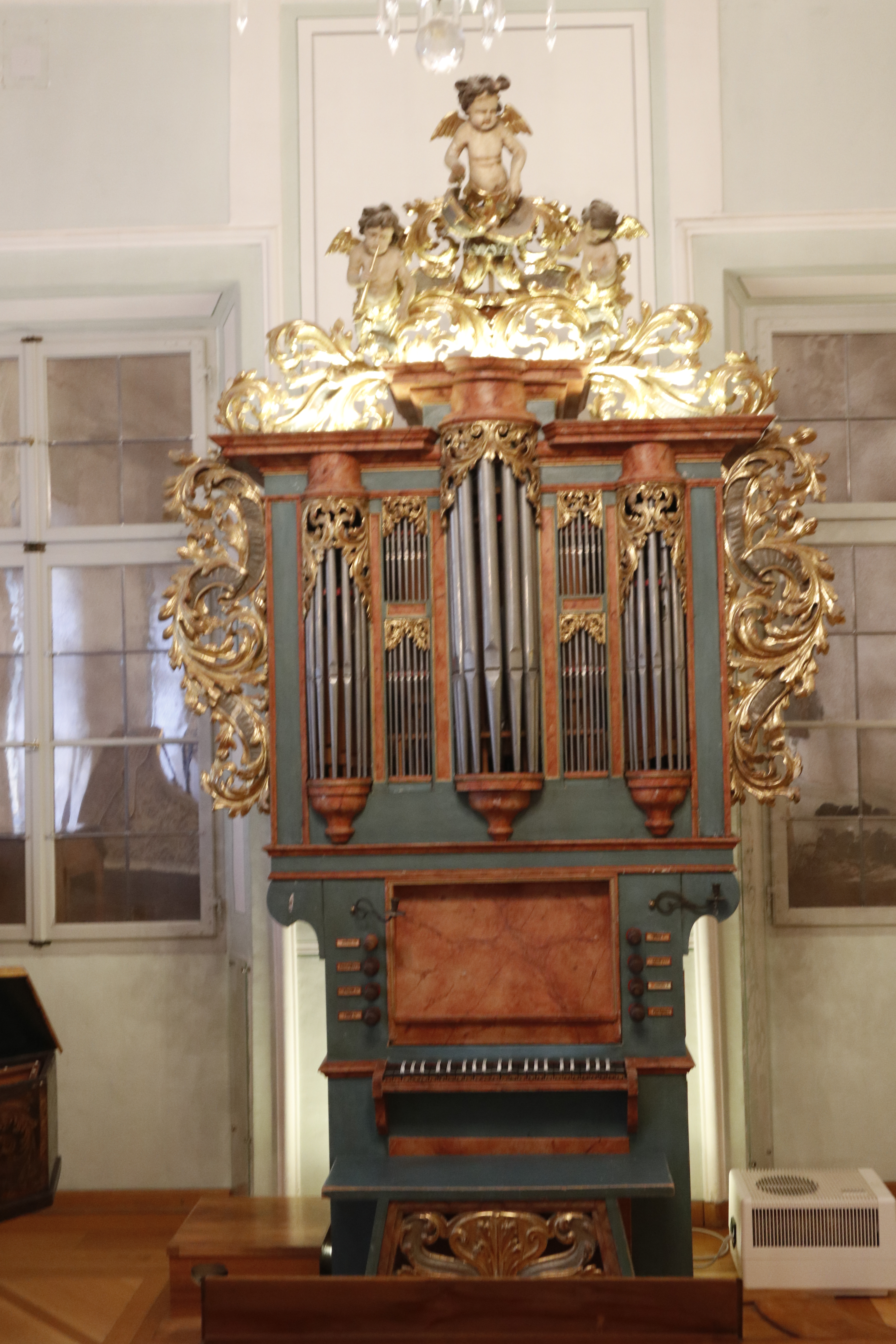
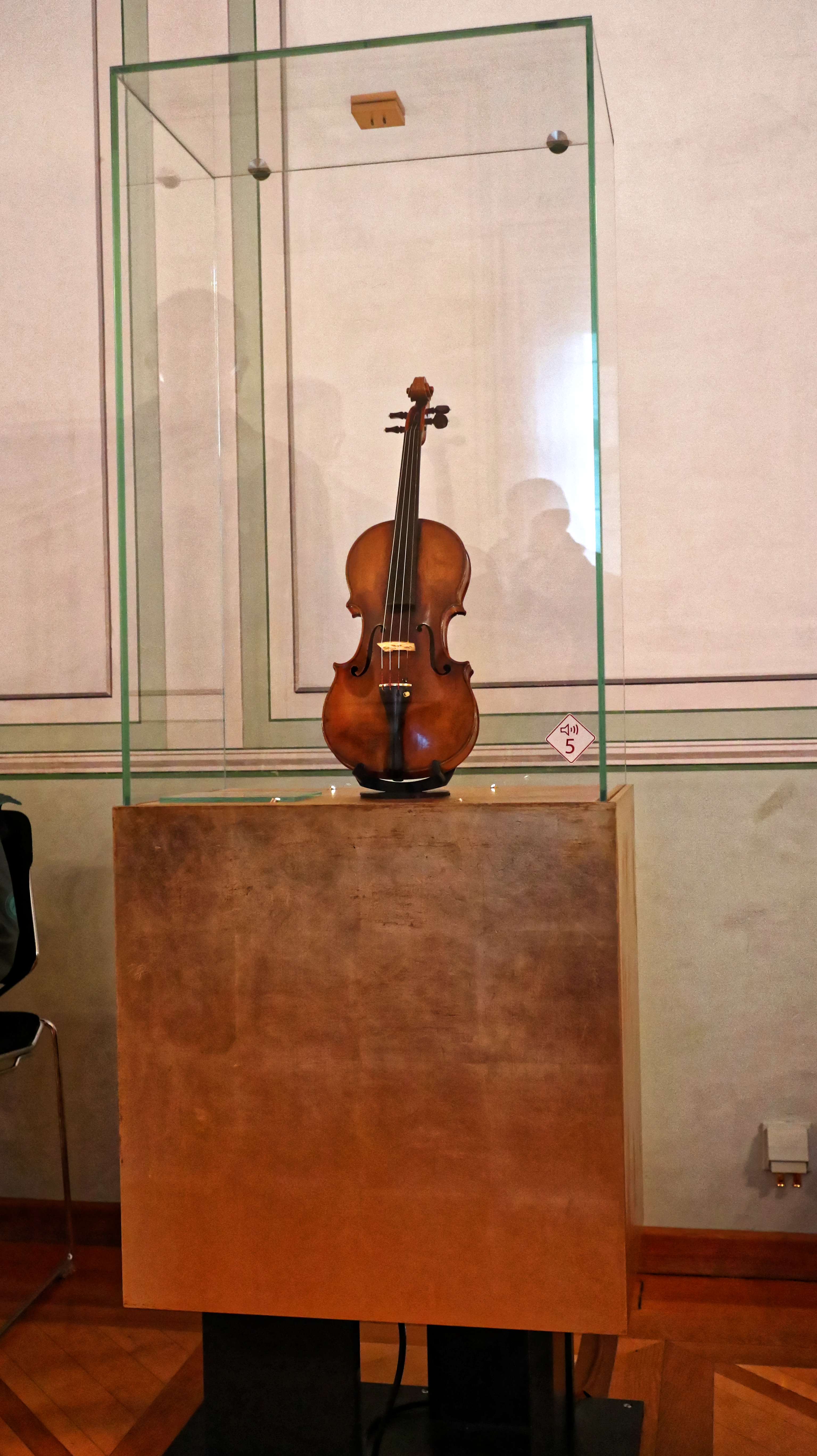

## Autres musées Mozart
- Maison Mozart à Augsbourg.
- Maison natale de Mozart de Salzbourg.
- Maison Mozart à Vienne.